# 圣热内斯拉尚 (阿尔代什省)
圣热内斯拉尚（法語：Saint-Genest-Lachamp）是法国阿尔代什省的一个市镇，属于罗讷河畔图尔农区（Tournon-sur-Rhône）勒谢拉尔县（Le Cheylard）。该市镇2009年时的人口为104人。

## 人口
圣热内斯拉尚人口变化图示
| 数据来源：INSEE |